# 比耶尔姆
比耶尔姆（法語：Biermes，法語發音：[bjɛʁm]）是法国大東部大區阿登省的一个市镇，属于勒泰勒区。

## 地理
比耶尔姆（49°29'9"N, 4°23'12"E）面积7.96 平方千米，位于法国大東部大區阿登省，该省份为法国北部内陆省份，西接埃纳省，南至马恩省，东临默兹省，北与比利时接壤。
与比耶尔姆接壤的市镇（或旧市镇、城区）包括：佩尔特、勒泰勒、索莱勒泰勒、蒂尼-特吕尼。

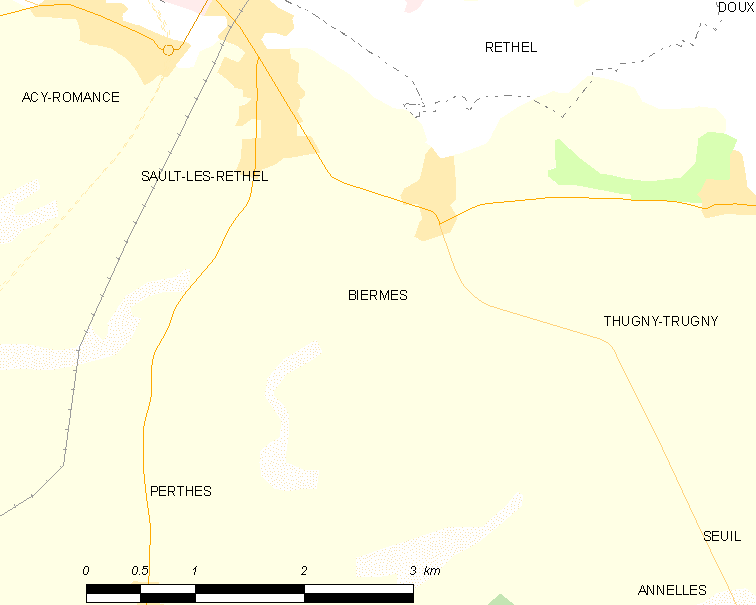
比耶尔姆的OSM定位图

比耶尔姆的时区为UTC+01:00、UTC+02:00（夏令时）。

## 行政
比耶尔姆的邮政编码为08300，INSEE市镇编码为08064。

## 政治
比耶尔姆所属的省级选区为勒泰勒县。

## 人口

1962-2008年间比耶尔姆人口变化图示

比耶尔姆于2022年1月1日时的人口数量为314人。